# Bundesstraße 300
De Bundesstraße 300 (kort: B 300) is een weg in de Duitse deelstaat Beieren. Ze begint bij Münchemünster en passeert de steden Reichertshofen, Aichach, Dasing, Augsburg, Krumbach naar Heimertingen.

## Routebeschrijving
Ze begint op een afrit B16 ten zuiden van  de stad Münchsmünster in het verlengde van de B16a. De B300  komt door Geisenfeld, men kruist  bij afrit  Langenbruck de A9, waarna ze Reichertshofen passeert. Daarna sluit bij afrit Reichertshofen de B13 samen kopen ze naar afrit Pörnbach waar de B13 weer  afbuigt .De B13 loopt langs Pörnbach,  Weichenried, Hohenwart. Schrobenhausen, Gachenbach, en Aichach . De B300 kruist bij afrit Dasing de A8 en loopt door Dasing en Friedberg waarna men de Lech kruist en men in Augsburg komt. De B300 passeert de Augsburger Messe en sluit bij afrit Augsburg-Messe aan op de B17 .. Bij afrit Augsburg-Kriegshaber/Zentrum slaat de B13 af en loopt door Stadtbergen, Steppach, Neusäß, Dierdorf, Gessertshausen, Ustersbach, langs Ziemetshausen, door Thannhausen en langs Ursberg. De B300 loopt door Krumbach, waar ze samenloopt met de B16, Ebershausen,  Kettershausen, Bebenhausen., Winterrieden, Boos, Niederrieden en Heimertingen waarna eindigt op de afrit Berkheim aan  de A7. waar ze overgaat in de 312
B2 · B2a · B2R · B3 · B4 · B4R · B8 · B10 · B11 · B12 · B13 · B13n · B14 · B15 · B15n · B16 · B17 · B18 · B19 · B20 · B21 · B22 · B23 · B25 · B26 · B26a · B27 · B28 · B28a · B29 · B30 · B31 · B31a · B32 · B33 · B33a · B34 · B35 · B36 · B37 · B38 · B38a · B39 · B44 · B45 · B47 · B85 · B89 · B131n · B173 · B276 · B278 · B279 · B285 · B286 · B287 · B289 · B290 · B291 · B292 · B293 · B294 · B295 · B296 · B297 · B298 · B299 · B300 · B301 · B302 · B303 · B304 · B305 · B306 · B307 · B308 · B309 · B310 · B311 · B312 · B313 · B314 · B315 · B316 · B317 · B318 · B319 · B340 · B378 · B388 · B415 · B425 · B426 · B462 · B463 · B464 · B465 · B466 · B467 · B468 · B469 · B470 · B471 · B472 · B491 · B492 · B500 · B505 · B512 · B523 · B532 · B533 · B535 · B588 · B999